# Puente aéreo (aviación comercial)
En el ámbito de la aviación comercial se conoce como puente aéreo una línea regular entre dos puntos que tiene una elevada frecuencia de vuelos e incluso un horario determinado por la demanda. El puente aéreo pionero fue el de Río de Janeiro ↔ São Paulo en Brasil, que comenzó el 5 de julio de 1959. Otro ejemplo es el puente aéreo Madrid ↔ Barcelona en España, que en 2006 era la línea regular más transitada del mundo.
Puentes aéreos que operan hoy en día:
| Puente aéreo                                | Aerolíneas                                                   | Ref.         |
| ------------------------------------------- | ------------------------------------------------------------ | ------------ |
| Madrid (MAD) ↔ Barcelona (BCN)              | Iberia: "Puente Aéreo", Air Europa, Vueling                  | [ 2 ]        |
| Buenos Aires (AEP) ↔ Montevideo (MVD)       | Aerolíneas Argentinas                                        |              |
| Río de Janeiro (SDU) ↔ São Paulo (CGH)      | Azul: "Ponte Aérea", Gol: "Ponte Aérea", LATAM               | [ 3 ] [ 4 ]  |
| Bogotá (BOG) ↔ Medellín (MDE)               | Avianca, LATAM, Viva Air                                     |              |
| Bogotá (BOG) ↔ Cali (CLO)                   | Avianca, LATAM, Viva Air                                     |              |
| Bogotá (BOG) ↔ Cartagena de Indias (CTG)    | Avianca, LATAM, Viva Air                                     |              |
| Bogotá (BOG) ↔ Barranquilla (BAQ)           | Avianca, LATAM, Viva Air                                     |              |
| Ciudad de Panamá (PTY) ↔ San José (SJO)     | COPA                                                         |              |
| Ciudad de Panamá (PTY) ↔ Bogotá (BOG)       | COPA, Avianca                                                |              |
| Quito (UIO) ↔ Guayaquil (GYE)               | LATAM, Avianca                                               |              |
| Boston (BOS) ↔ Nueva York (LGA)             | American, Delta                                              | [ 5 ] [ 6 ]  |
| Boston (BOS) ↔ Washington D. C. (DCA)       | American                                                     | [ 5 ]        |
| Chicago (ORD) ↔ Nueva York (LGA)            | American, Delta                                              | [ 5 ] [ 6 ]  |
| Nueva York (LGA) ↔ Washington D. C. (DCA)   | American, Delta                                              | [ 5 ] [ 6 ]  |
| Moscú (MOW) ↔ San Petersburgo (LDE)         | Aeroflot                                                     |              |
| Toronto (YYZ, YTZ) ↔ Ottawa (YOW)           | Air Canada: "Express Service", WestJet: "Simplicity", Porter | [ 7 ] [ 8 ]  |
| Toronto (YYZ, YTZ) ↔ Montreal (YUL)         | Air Canada: "Express Service", WestJet: "Simplicity", Porter | [ 7 ] [ 8 ]  |
| Toronto (YYZ) ↔ Nueva York (LGA)            | WestJet: "Simplicity"                                        | [ 8 ]        |
| París (ORY) ↔ Toulouse (TLS)                | Air France: "La Navette"                                     | [ 9 ] [ 10 ] |
| París (ORY) ↔ Niza (NCE)                    | Air France: "La Navette"                                     | [ 9 ] [ 10 ] |
| París (ORY) ↔ Marsella (MRS)                | Air France: "La Navette"                                     | [ 9 ] [ 10 ] |
| París (ORY) ↔ Montpellier (MPL)             | Air France: "La Navette"                                     | [ 9 ] [ 10 ] |
| París (ORY) ↔ Burdeos (BOD)                 | Air France: "La Navette"                                     | [ 9 ] [ 10 ] |
| Auckland (AKL) ↔ Wellington (WLG)           | Air New Zealand                                              |              |
| Auckland (AKL) ↔ Christchurch (CHC)         | Air New Zealand                                              |              |
| Wellington (WLG) ↔ Christchurch (CHC)       | Air New Zealand                                              |              |
| Roma (FCO) ↔ Milán (LIN)                    | Alitalia: "RomaMilano"                                       | [ 11 ]       |
| Helsinki (HEL) ↔ Oulu (OUL)                 | Finnair, Norwegian                                           |              |
| Seatlle (SEA) ↔ Portland (PDX)              | Alaska: "Shuttle flights"                                    | [ 12 ]       |
| Seatlle (SEA) ↔ Spokane (GEG)               | Alaska: "Shuttle flights"                                    | [ 12 ]       |
| Tokio (HND, NRT) ↔ Osaka (ITM, KIX, UKB)    | JAL, ANA                                                     |              |
| Seúl (GMP) ↔ Jeju (CJU)                     | Korean Air, Asiana                                           |              |
| Berlín (BER) ↔ Fráncfort (FRA)              | Lufthansa                                                    |              |
| Berlín (BER) ↔ Múnich (MUC)                 | Lufthansa                                                    |              |
| Berlín (BER) ↔ Hamburgo (HAM)               | Lufthansa                                                    |              |
| Fráncfort (FRA) ↔ Múnich (MUC)              | Lufthansa                                                    |              |
| Fráncfort (FRA) ↔ Hamburgo (HAM)            | Lufthansa                                                    |              |
| Múnich (MUC) ↔ Hamburgo (HAM)               | Lufthansa                                                    |              |
| Fráncfort (FRA) ↔ Londres (LHR)             | Lufthansa                                                    |              |
| Fráncfort (FRA) ↔ Bruselas (BRU)            | Lufthansa                                                    |              |
| Fráncfort (FRA) ↔ Viena (VIE)               | Lufthansa                                                    |              |
| Oslo (OSL) ↔ Bergen (BGO)                   | SAS, Norwegian                                               |              |
| Trondheim (TRD) ↔ Stavanger (SVG)           | SAS, Norwegian                                               |              |
| Estocolmo (ARN) ↔ Gotemburgo (GOT)          | SAS, Norwegian                                               |              |
| Estocolmo (ARN) ↔ Malmö (MMX)               | SAS, Norwegian                                               |              |
| Copenhague (CPH) ↔ Aalborg (AAL)            | SAS, Norwegian                                               |              |
| Kuala Lumpur (KUL) ↔ Singapur (SIN)         | Singapore Airlines, Malaysia Airlines: "MHshuttle"           | [ 13 ]       |
| Johannesburgo (JNB) ↔ Ciudad del Cabo (CPT) | South African, kulula, Comair, MANGO                         |              |
| Lisboa (LIS) ↔ Oporto (OPO)                 | Tap Air Portugal: "Ponte Aérea"                              | [ 14 ]       |
| Lisboa (LIS) ↔ Madrid (MAD)                 | Tap Air Portugal: "Nova Ponte Aérea"                         | [ 15 ]       |
| Lisboa (LIS) ↔ París (ORY)                  | Tap Air Portugal: "Nova Ponte Aérea"                         |              |
| Estambul (IST) ↔ Esmirna (ADB)              | Turkish Airlines, Pegasus, Onur Air                          |              |
| Oslo (OSL) ↔ Estocolmo (ARN)                | SAS                                                          |              |
| Estocolmo (ARN) ↔ Copenhague (CPH)          | SAS                                                          |              |
| Copenhague (CPH) ↔ Oslo (OSL)               | SAS                                                          |              |
| Dublín (DUB) ↔ Londres (LON)                | Aer Lingus, Ryanair, British Airways, CityJet                |              |
| Hong Kong (HKG) ↔ Taipéi (TPE)              |                                                              |              |
| Hong Kong (HKG) ↔ Bangkok (BKK)             |                                                              |              |
| Sídney (SYD) ↔ Melbourne (MEL)              | Qantas: "CityFlyer"                                          | [ 16 ]       |
| Sídney (SYD) ↔ Brisbane (BNE)               | Qantas: "CityFlyer"                                          | [ 16 ]       |
| Melbourne (MEL) ↔ Brisbane (BNE)            | Qantas: "CityFlyer"                                          | [ 16 ]       |